# Pentax KX
Pentax KX — малоформатный однообъективный зеркальный фотоаппарат, производившийся в Японии с 1975 до 1977 года в чёрном и чёрно-серебристом исполнении.
Это вторая, после K2, камера в семействе «К». Кроме того, это вторая камера оборудованная байонетом К. Основное отличие от K2 — этот аппарат полностью механический. Пара полуторовольтовых элементов питания необходимы только для работы встроенного экспонометра. KX имеет только один режим съёмки — ручной, однако функционально оснащено очень серьёзно: репетир диафрагмы, предподъем зеркала с блокировкой, блокировка кнопки спуска, блокировка экспонометра рычагом взвода затвора, контроль состояния элементов питания, полная экспозиционная информация в видоискателе, автоспуск, индикатор взведённого затвора. Горизонтальный затвор со шторками из прорезиненного шёлка отрабатывает выдержки 1 — 1/1000 секунды, выдержка синхронизации со вспышкой 1/60. Экспонометр на базе фоторезисторов с отображением информации в видоискателе.

## Основные характеристики
- Только ручной режим съемки.
- Репетир диафрагмы.
- Затвор из шёлковых прорезиненных штор с горизонтальным ходом 1 — 1/1000 сек, В.
- Ручная протяжка плёнки.
- Задержка спуска 5-9 секунд.
- Экспокоррекция отсутствует.
- Встроенный экспонометр (с блокировкой) с питанием от двух элементов по 1,5 Вольта (A76, SR44, LR44).
- Стрелочное отображение выбранной выдержки в видоискателе.
- Отображение выбранной диафрагмы в видоискателе.

## Совместимость
Как и любая другая камера Pentax оснащенная байонетом K, KX не может управлять диафрагмой объективов без кольца диафрагм. С объективами имеющими на кольце диафрагм положение «А» необходимо использовать положения с числовыми значениями.

## Наименование модели
Не следует путать данный аппарат («КХ» заглавными буквами, без дефиса) с совершенно другой, гораздо более поздней цифровой камерой Pentax K-x, производство которой было начато Hoya Corporation в 2009 году.